# 斯特里利切 (伏林州)
50°30′53″N 24°34′1″E / 50.51472°N 24.56694°E
斯特里利切（羅馬化：Strilche）是烏克蘭西部沃倫州盧茨克區的村落，始建於1565年，面積17.05平方公里，海拔高度234米，2001年人口394，人口密度每平方公里23.12人。